# Ingenio Valdez
Ingenio Valdez formalmente Compañía Azucarera Valdez S.A. es una empresa ecuatoriana productora de azúcar fundada en 1884 por Rafael Valdez Cervantes, es parte del grupo empresarial Nobis, produce cerca del 30% del azúcar que se consume en el Ecuador.

## Historia
En la segunda mitad del siglo XIX llegaron a Milagro, huyendo del terremoto de Ibarra, tres personajes que luego estarán íntimamente ligados a la historia local de dicha ciudad: Rafael Valdez Cervantes, Manuel Antonio Anadrade Subia y el Dr. Modesto Jaramillo Egas.
Valdez se estableció originalmente a orillas del estero Chirijo, en las tierras de Mercedes Calderón, recibidas por donación de Baltazara Calderón de Rocafuerte; Manuel Antonio Andrade Subia se afincó más adentro, en el estero de Capacho, en un sitio llamado Puerto Timalo; y el doctor Jaramillo a orillas del río Milagro, en el sector de Chobo. 
El 25 de junio de 1877, motivado por la riqueza del suelo milagreño y por abrir nuevos rumbos en sus actividades comerciales e industriales, Rafel Valdez Cervantes, visitó la hacienda San Jacinto de Chirijo, que por entonces pertenecía a su amigo y compadre José Julián Lara Molina quien le vende la mitad de esos terrenos en 4.500 pesos para instalar el Ingenio Azucarero Valdez.
El 2 de noviembre de 1891 La empresa se constituyó en Agrícola Industrial y Comercial. Cual nombra al Ingenio como " Ingenio Azucarero Valdez".

### Venta de acciones y cambio a Compañía Azucarera Valdez S.A.
Entre finales del siglo XIX, la industria azucarera en el Ecuador, llegó a tener 17 ingenios distribuidos en toda la república: Valdez, San Carlos, Chobo, La Matilde, Isabel María, Cóndor, Luz María, Virginia, San Pablo, Adelina María, San José , Chague, Rocafuerte, Santa Ana, San Eloy, Aztra, Monterrey y Tababuela.
Esta razón social se mantuvo hasta el año 1922 en que se transformó en Compañía Azucarera Valdez S.A., pero en 1993 la familia Valdez toma la decisión de vender sus acciones al Grupo Noboa S.A. del empresario ambateño Luis Noboa Naranjo y posteriormente pasa a poder del consorcio Nobis de Isabel Noboa.